# 林重緒
林 重緒（はやし しげお　生没年不詳）は室町時代の豪族。通称、林彦右衛門重緒。林家11代目（今井兼平からかぞえて）。尾張国春日井郡上条城主。孫に林盛重、祖父に林重之がいる。

## 概要
文明18年（1486年）諸国遍歴で地内に訪れていた仁済宗恕を招いて泰岳寺を開山した。